# Том Фінні
Том Фі́нні (англ. Tom Finney, * 5 квітня 1922, Престон — 14 лютого 2014) — англійський футболіст, нападник.
Насамперед відомий виступами за клуб «Престон Норт-Енд», а також національну збірну Англії.

## Клубна кар'єра
У дорослому футболі дебютував 1946 року виступами за «Престон Норт-Енд», в якому провів чотирнадцять сезонів, взявши участь у 433 матчах чемпіонату. Більшість часу, проведеного у складі «Престон Норт-Енд», був основним гравцем атакувальної ланки команди. У складі «Престон Норт-Енд» був одним з головних бомбардирів команди, маючи середню результативність на рівні 0,43 голу за гру першості. Грав у команді до 1960 року, поки не завершив кар'єру футболіста.
У 1963 році 41-річний Фінні повернувся у великий футбол, щоправда, всього на два матчі: він приєднався до північноірландського клубу «Лісберн Дістіллері», щоб допомогти йому пройти португальську «Бенфіку» в кваліфікаційному раунді Кубка чемпіонів, однак їм це не вдалося.

## Виступи за збірну
1946 року дебютував в офіційних матчах у складі національної збірної Англії. Протягом кар'єри у національній команді, яка тривала 13 років, провів у формі головної команди країни 76 матчів, забивши 30 голів.
У складі збірної був учасником чемпіонату світу 1950 року у Бразилії, чемпіонату світу 1954 року у Швейцарії та чемпіонату світу 1958 року у Швеції.

## Титули і досягнення
- Володар Суперкубка Англії:  1950
- Футболіст року за версією АФЖ: 1954, 1957